# Arquidiocese de Quito
A Arquidiocese de Quito (Archidiœcesis Quitensis) é uma circunscrição eclesiástica da Igreja Católica situada em Quito, Equador. Seu atual arcebispo é Alfredo José Espinoza Mateus, S.D.B.. Sua Sé é a Catedral Metropolitana de Quito.
Possui 187 paróquias servidas por 304 padres, contando com 2944140 habitantes, com 85% da população jurisdicionada batizada.

## História
A diocese de Quito foi erigida em 8 de janeiro de 1545 com a bula Super specula Militantis Ecclesiae pelo Papa Paulo III,recebendo o território da arquidiocese de Lima, da qual era originalmente sufragânea. Desde a ereção até 1786, o território diocesano se estendeu a todo o território da Real Audiência de Quito e, portanto, foi maior que o território atual do Equador.
Em 1 de julho de 1786, a diocese cedeu uma parte do seu território para o benefício da ereção da diocese de Cuenca (hoje arquidiocese).
Os últimos dias da colônia espanhola foram caracterizados por uma estreita dependência da Coroa, que com a expulsão dos jesuítas e o desmantelamento de suas missões na parte oriental da diocese, causou uma desaceleração e um declínio da atividade pastoral.
Pior ainda foi a situação no início da república, que pretendia exercer todos os direitos da monarquia espanhola, incluindo o direito do Padroado de apresentar os bispos.
Em 28 de maio de 1803, ele cedeu outra parte do território para o benefício da ereção da diocese de Maynas (hoje diocese de Chachapoyas).
Em 22 de setembro de 1835, sob a bula Solicitudo omnium ecclesiarum do Papa Gregório XVI, ele cedeu algumas paróquias à diocese de Popayán (hoje arquidiocese).
Em 13 de janeiro de 1848, a diocese foi elevada à categoria de arquidiocese metropolitana.
Durante a presidência de Gabriel García Moreno, o Equador foi o primeiro estado do mundo a ser consagrado ao Sagrado Coração de Jesus e a construção da Basílica do Voto Nacional foi decidida, que hoje é a igreja mais imponente de Quito e do Equador.
Em 11 de novembro de 1995, a Congregação para os Bispos, com um decreto, elevou a arquidiocese a uma Sé Primacial, dando aos arcebispos de Quito o título de Primaz do Equador.

## Prelados
|                          | Nome                                             | Período    | Notas                                         |
| Arcebispos               | Arcebispos                                       | Arcebispos | Arcebispos                                    |
| ------------------------ | ------------------------------------------------ | ---------- | --------------------------------------------- |
| 15º                      | Alfredo José Espinoza Mateus, S.D.B.             | 2019-atual |                                               |
| 14º                      | Fausto Gabriel Trávez Trávez, O.F.M.             | 2010-2019  |                                               |
| 13º                      | Raúl Eduardo Cardeal Vela Chiriboga †            | 2003-2010  |                                               |
| 12º                      | Antonio José Cardeal González Zumárraga †        | 1985-2003  |                                               |
| 11º                      | Pablo Cardeal Muñoz Vega, S.J. †                 | 1967-1985  |                                               |
| 10º                      | Carlos María Javier Cardeal de la Torre †        | 1933-1967  |                                               |
| 9º                       | Manuele María Pólit †                            | 1918-1932  |                                               |
| 8º                       | Federico González y Suárez †                     | 1905-1917  |                                               |
| 7º                       | Pedro Rafael González y Calisto †                | 1893-1904  |                                               |
| 6º                       | José Ignacio Ordóñez †                           | 1882-1893  |                                               |
| 5º                       | José Ignacio Checa y Barba †                     | 1868-1877  |                                               |
| 4º                       | José María de Jesús Yerovi Pintado, O.F.M. †     | 1867       |                                               |
| 3º                       | José María Riofrío y Valdivieso †                | 1861-1867  |                                               |
| 2º                       | Francisco Xavier de Garaycoa y Llaguno †         | 1851-1859  |                                               |
| 1º                       | Nicolás Joaquín de Arteta y Calisto †            | 1848-1849  |                                               |
| Arcebispo-coadjutor      |                                                  |            |                                               |
|                          | Antonio José González Zumárraga †                | 1980-1985  |                                               |
|                          | Pablo Muñoz Vega, S.J. †                         | 1964-1967  |                                               |
|                          | Pedro Rafael González y Calixto †                | 1893       |                                               |
|                          | José María de Jesús Yerovi Pintado, O.F.M. †     | 1865-1867  |                                               |
| Bispos-auxiliares        |                                                  |            |                                               |
|                          | Ángel Maximiliano Ordoñez Sigcho                 | 2022-atual |                                               |
|                          | David Israel De la Torre Altamirano, SS.CC.      | 2019-atual |                                               |
|                          | Segundo René Coba Galarza                        | 2006-2014  | Nomeado Bispo do Ordinário Militar do Equador |
|                          | Vicente Danilo Echeverría Verdesoto              | 2006-atual |                                               |
|                          | Julio César Terán Dutari, S.J.                   | 1995-2004  | Nomeado Bispo de Ibarra                       |
|                          | Carlos Anibal Altamirano Argüello                | 1994-2004  | Nomeado Bispo de Azogues                      |
|                          | Antonio Arregui Yarza                            | 1990-1995  | Nomeado Bispo de Ibarra                       |
|                          | Luis Enrique Orellana Ricaurte, S.J.             | 1986-1994  |                                               |
|                          | Emilio Lorenzo Stehle                            | 1983-1987  | Nomeado Bispo de Santo Domingo no Equador     |
|                          | Luis Alberto Luna Tobar, O.C.D.                  | 1977-1981  | Nomeado Arcebispo de Cuenca                   |
|                          | Antonio José González Zumárraga                  | 1969-1978  | Nomeado Bispo de Machala                      |
|                          | Juan Ignacio Larrea Holguín                      | 1969-1975  | Nomeado Bispo-coadjutor de Ibarra             |
|                          | Benigno Chiriboga, S.J.                          | 1958-1963  | Nomeado Bispo de Latacunga                    |
|                          | Ulpiano María Pérez y Quiñones                   | 1907       | Nomeado Bispo de Ibarra                       |
|                          | José María Riofrío y Valdivieso                  | 1853-1861  | Elevado a Arcebispo                           |
|                          | José Miguel Carrión y Valdivieso                 | 1840-1848  |                                               |
|                          | Miguel Fernández Flórez, O.F.M.                  | 1815-1817  | Nomeado Bispo de Sevilla                      |
| Bispos                   |                                                  |            |                                               |
| 27º                      | Nicolás Joaquín de Arteta y Calisto †            | 1833-1848  |                                               |
| 26º                      | Rafael Lasso de la Vega †                        | 1828-1831  |                                               |
| 25º                      | Manuel de los Santos Escobar †                   | 1827       | (bispo eleito)                                |
| 24º                      | Leonardo Santander y Villavicencio †             | 1818-1824  | Nomeado Bispo de Jaca                         |
| 23º                      | José Cuero y Caicedo †                           | 1801-1815  |                                               |
| 22º                      | Miguel Álvarez Cortés †                          | 1795-1801  |                                               |
| 21º                      | José Fernández Díaz de la Madrid, O.F.M. †       | 1792-1794  |                                               |
| 20º                      | José Pérez Calama †                              | 1789-1792  |                                               |
| 19º                      | Blas Sobrino y Minayo †                          | 1776-1788  | Nomeado Bispo de Santiago do Chile            |
| 18º                      | Pedro Ponce y Carrasco †                         | 1762-1775  |                                               |
| 17º                      | Juan Nieto Polo del Aguila †                     | 1746-1759  |                                               |
| 16º                      | Andrés de Paredes y Armendáriz †                 | 1731-1745  |                                               |
| 15º                      | Juan Gómez de Neva (Nava) y Frías †              | 1725-1729  |                                               |
| 14º                      | Luis Francisco Romero †                          | 1717-1725  |                                               |
| 13º                      | Diego Ladrón de Guevara †                        | 1704-1717  |                                               |
| 12º                      | Sancho Pardo de Andrade de Figueroa y Cárdenas † | 1688-1702  |                                               |
| 11º                      | Alfonso de la Peña Montenegro †                  | 1653-1687  |                                               |
| 10º                      | Agustín de Ugarte y Sarabia †                    | 1647-1650  |                                               |
| 9º                       | Pedro de Oviedo y Falconi, O.Cist. †             | 1628-1645  | Nomeado Arcebispo de Sucre                    |
| 8º                       | Francisco Sotomayor, O.F.M. †                    | 1623-1628  | Nomeado Arcebispo de Sucre                    |
| 7º                       | Alfonso de Santillán y Fajardo, O.P. †           | 1616-1620  |                                               |
| 6º                       | Hernando de Arias y Ugarte †                     | 1613-1616  | Nomeado Arcebispo de Bogotá                   |
| 5º                       | Salvador Ribera Avalos, O.P. †                   | 1605-1612  |                                               |
| 4º                       | Luis López de Solís, O.S.A. †                    | 1592-1605  | Nomeado Arcebispo de Sucre                    |
| 3º                       | Antonio de San Miguel Avendaño y Paz, O.F.M. †   | 1588-1590  |                                               |
| 2º                       | Pedro de la Peña, O.P. †                         | 1565-1583  |                                               |
| 1º                       | García Díaz Arias †                              | 1546-1562  |                                               |
| Administrador Apostólico |                                                  |            |                                               |
|                          | Miguel Fernández Flórez, O.F.M. †                | 1815-1818  |                                               |